# Dansk Dart Union
Dansk Dart Union (DDU) er en organisation stiftet i 1965 for danske dartspillere og har i 2017 over 3.000 medlemmer fordelt på 115 klubber over hele landet.
DDU arrangerer DM (Danmarksmesterskab), SM (Sjællandske Mesterskaber), JFM (Jysk-, Fynske Mesterskaber), samt de internationale stævner "Danmark Åben"  og "Danish Masters" med deltagelse af mange verdensklassespillere.
På internationalt plan deltager man med både et seniorlandshold og et juniorlandshold. Der spilles VM, EM og Nordiske Mesterskaber.
DDU har afviklet VM(Senior/Junior), EM (Senior/Junior)og Nordiske Mesterskaber (Senior) 

## Historie

### 1965-1975
Det hele startede i begyndelsen af 60érne – Der var britisk udstilling i København og på restaurant Frascati (senere Copenhagen Corner og nu en del af Industriens Hus)) var der opstillet en engelsk pub kulisse, med tilhørende dartbane. Her fandt nogle engagerede journalister, fra blandt andet BT ud af at ”det dér dart” faktisk var meget sjovt. 
Efterfølgende stiftede samme gruppe Danmarks første dartklub, nemlig Gammel Mønt,
opkaldt efter gaden hvor BT på det tidspunkt havde til huse. Blandt stifterne var Hans V. Bischoff, senere kendt fra TV–Avisen, Morgennisserne og ”Hvornår var det nu det var”
Der blev i perioden afholdt flere uofficielle danmarksmesterskaber, samt turneringer rundt omkring, primært i København – desværre er resultater og andet fra disse ikke længere tilgængelige.
Den 19. Maj, 1965 afholdtes stiftende generalforsamling i Dansk Dart Union. Til stede var 8 klubber med i alt 14 repræsentanter;
British Legion, repræsenteret af Kaj Bagge Petersen og Frank Hornsby. 
Buffs Past and Present, repræsenteret af Bent Morbech. 
Husum R.F.C, repræsenteret af Poul Axholt. 
De Seksten Søskende, repræsenteret af Ronald Lund og I. Chr. Sørensen. 
Gammel Mønt, repræsenteret af Hans Bischoff og Mogens Larsen. 
D. C. B. A., repræsenteret af Erik Sørensen og Kurt Knoblauch. 
Bellahøj Darts Club, repræsenteret af Børge Larsen og J. Storm–Olsen. 
Køge Roklub, repræsenteret af Bent Hansen og Frede Lindenskov.
Unionens første formand blev Frank Hornsby fra British Legion
Herefter kom der lidt mere ordnede forhold, men vi skal dog helt op til midten af 70érne før det første officielle danske mesterskab blev afholdt.

### 1975–1984
I 1976 blev de første danske mesterskaber afholdt, vinderne hos henholdsvis damer og herrer blev Lise–Lotte Steffensen fra Centrum og Ib Børgesen fra Bulls Eye, sjovt nok blev det for begges 
Vedkommende, det eneste DM de vandt i karrieren. 
Allerede fra 1978 kom de spillere der skulle dominere de kommende år på banen, Jan Larsen, Finn Jensen, Børge Madsen, og specielt sidstnævnte var en dominerende faktor i double med hans makker Orla Iversen.
Hos damerne dukkede Rita Rasmussen op med 3 mesterskaber i rækkefølge (1978–1980) 
Ligesom der begyndt at versere rygter, om et par meget lovende juniorer fra Albertslund klubben Pletten, Ulrik Meyn og Brian Carlsen skulle et par år senere få deres gennembrud hos seniorerne.
Det var også i denne periode DDU begyndte, at sende landshold til både Nordiske Mesterskaber, Europamesterskaber og ikke mindst Verdensmesterskaber. Det første Europamesterskab i 1978 
blev afholdt i netop Danmark, dog uden de store danske resultater. Internationalt var det en rolig periode for dansk dart, selv om de første resultater begyndte at dukke op - blandt andet står 
Jan Larsen for en af de største sensationer i 1980, med en sejr over John Lowe.
1980 var også året hvor man valgte, at lade et indspilningsstævne afgøre hvem der skulle repræsentere Danmark ved EM i Wales, følgende spillere opnåede æren
Kim Jensen med 20 sejre (af 24 mulige)
Jan Larsen 20 sejre
Jørgen Rasmussen 19
Kaj Mortensen 18
Reserve:
Finn Jensen 17
Der deltog 41 spillere i indspillet, men de var alle fra Østkredsen - ikke en eneste spiller fra Vestkredsen havde valgt at tage turen til Kennedyskolen - deltagelse af spillere som Børge Madsen, Orla Iversen og Carsten Jeppesen kunne have betydet et helt andet hold.
EM blev en overraskende affære for de danske spillere, holdkampen blev tabt 9-0 til Wales, men Jan Larsen og Kaj Mortensen blev 5-8 i double og tabte kun knebent 4-3 til Tony Brown og Cliff Lazarenko.
I singlen kom både Jørgen Rasmussen og Jan Larsen blandt de 16 bedste - og der blev spillet god dart, Jan Larsen lukker adskillige sæt på både 13 og 14 dart 
Alt i alt en samlet 6 plads ud af 24 deltagende nationer, slet ikke så ringe af en lille dartnation på vej frem.
Det var også her vi for første gang så en meget ung Jørgen Rasmussen stikke næsen frem, 
En spiller der stadigvæk den dag i dag betragtes som et af de allerstørste talenter gennem tiderne.
I 1981 blev der afholdt Dansk Penthalon for første gang - vinderen blev en meget suveræn Finn Jensen. Det var også første gang vi så spillere som Peter Stauby, 
Per Byrgersen og ikke mindst Søren Byø. 

### 1985–1994
Årene 1987 – 1995 har uden tvivl været de mest succesfulde i historien, 7 Nordiske mesterskaber i single. Per Skau, der en overgang er nummer 1 på verdensranglisten, vinder flere store internationale stævner, herunder Finish, German og Swiss Open – og netop ved Swiss Open laver han i semifinalen, den første danske 9–darter. 
En præstation der følges op af Jann Hoffmann og Troels Rusel, med verdens første registrerede 9–darter i double. 
På juniorsiden, blev vi vidne til fødslen, af en af de helt store spillere i dansk damedart, Ann–Louise Andersen (senere Peters) vinder Europamesterskabet i juniorrækken 3 år i træk.
En præstation hun krydrer med 3 samlede holdsejre og 2 double mesterskaber sammen med henholdsvis Heidi Nielsen og Carina Knudsen Dette var baggrunden for, at netop Ann–Louise i 1995 modtog Karoline prisen og de tilhørende 5.000 kroner I 1992 kommer også drengene på banen, Michael Lund og Tonny Brøndum bliver Europamestre i double. 
Damesiden domineres i perioden af Anette Nielsen og Karin Jespersen fra Comet, Gerda Pedersen (Søgaard) og ikke mindst Anette Hakonsen fra Skive, som i 1990 vinder sit første af i alt 22 danske mesterskaber, heraf 7 i single, hvilket stadig er dansk rekord. 
I 1986 debuterede Ulrik Meyn og Brian Carlsen fra Pletten i seniorrækken, Brian Carlsen vinder DM i herresingle i 1987 som 19–årig og i samme periode vinder han 2 danske mesterskaber i double sammen med Ulrik Meyn(1987-88) 
Dette og andre flotte resultater betyder at Brian Carlsen bliver udtaget til VM holdet 1987, det skal afvikles i Danmark, nærmere bestemt i Valby Hallen. 
Udover Brian Carlsen udtages Henning von Essen, Søbo som blev Nordisk mester i samme år, Keld Christensen, Søbo og Michael Larsson som havde fået hans store gennembrud med en sejr over Cliff Lazarenko ved Denmark Open.
VM blev ikke den store danske triumf der var håbet på  – derimod dominerede Eric Bristow og John Lowe igen. Selve afviklingen var dog en succes med masser af tilskuere og med Valby Hallen som en flot kulisse.
Der var mange gode individuelle resultater i perioden, blandt andet kan nævnet Tonny Carlsen (Griff) vinder over verdensetteren Dennis Priestley ved Denmark Open, ligesom Arne Svendsen, Studsen besejrer den regerende World Master Colin Monk ved samme. 
Ellers domineres perioden af spillere som Per Skau, Assens, Jann Hoffmann, Århus, Kim G. Jensen, Gl. Holte og Troels Rusel Pletten, de 3 første hver med 2 danske mesterskaber i perioden. I 1990 besejrer Jann Hoffmann, ved Lakeside, den 2. seedede Bob Andersson, en sejr der virkelig gav genlyd i hele Danmark (og verden)
Til VM 89 stillede Danmark med det nok stærkeste hold gennem tiderne, Per Skau, Kim G. Jensen, Jann Hoffmann og Troels Rusel med til sammen i 9 danske mesterskaber i single, heraf 8 i perioden - landsholdsspillere som; Michael Larsson, Henning von Essen, Ulrik Meyn, Søren Byø, Stig Jørgensen, Frank Sørensen, Torben Christensen, Mogens Ranum, Keld Christensen, Jan Guldsten og Jimmy Svendsen spillede alle på samme tid og opnåede ikke et eneste DM i single!!
Darten havde stadig et ry som værende en ”pubsport”, i et forsøg på, at fjerne dette image blev det berømte ”bukseregulativ” indført - nu var det ikke længere lovligt, at spille i bukser med påsyede lommer (f.eks. jeans), ligesom der ikke måtte hverken ryges eller drikkes under kampene!! Efterfølgende har bukseregulativet, i visse kredse, være angivet som grunden til, at antallet af medlemmer styrtdykkede. 
Om det så er tilfældet eller om det var konkurrencen med f.eks. poker og spilkonsoller, det må lade være uvist.

### 1995–2004
Efter den forrige periodes succes på alle fronter blev de næste 10 år lidt roligere. Dog havde juniordrengene en vis succes med 3 europamesterskaber i midten af perioden – ligesom både Frede Johansen og Ann–Louise Peters havde rigtig gode single præstationer til EM i 2000 afviklet i Holland. 
Netop perioden, var det store gennembrud for Frede Johansen med 4 danske mesterskaber i single i perioden 1995–1999, samme spiller som ved Denmark Open i 1999 besejrede Ronnie Baxter med klare 3-0 – det var også her, at to senere meget dominerende spillere dukkede op, nemlig Per Laursen (DM 2004) og Brian Sørensen (DM 2003)
Hos damerne var det en kamp mellem Annette Hakonsen, Skive og Mona Lund, Haderslev/Hovsa, begge med 4 single mesterskaber i perioden.

### 2005–2014
I 2005 kom atter fokus på dansk dart, i dette år vinder først Per Laursen Welsh Open og lidt senere på året gør Brian Sørensen ham bedriften efter, ved at vinde British Open med en finalesejr over Michael van Gerwen.
Ved VM i Australien (2005) gør samme spillere det næsten umulige og spiller sig i 2 finaler, Per Laursen i VM finalen (taber til Dick van Dijk) og sammen med Brian Sørensen 
spiller han sig i herredoublefinalen (taber til Raymond van Barneveldt og Vincent van der Voort) 
EM i 2008 skulle afholdes i Danmark, nærmere bestemt på Scandic i København. 
Før starten var der fra flere sider en voldsom kritik af udtagelsen af det der blev kaldt ”de gamle” - 4 spillere over 40 år og med Frede Johansen som yngste manden (Per Laursen 42, Stig Jørgensen 41, Preben Krabben 41 og Frede Johansen 40). 
Nu gik det hverken værre eller bedre end , at de gamle drenge spillede sig i finalen for hold og her vandt netop Frede Johansen 17 og afgørende sæt over Fabian Rosenbrandt, Danmark var for første gang Europamestre for seniorer, 
I single spillede Stig Jørgensen sig i kvartfinalen - dette sammenlagt betød, at Danmark også nuppede det samlede Europamesterskab. 
Hos damerne spillede Janni Larsen sig i semifinalen og vandt dermed bronze, den bedste danske damepræstation i flere år.

Det er også på det tidspunkt et af de større talenter bliver senior - efter han har terroriseret juniorrækkerne gennem flere år er han nu blevet senior.  Vladimir Andersen vinder DM i 2009, herudover er rejselysten stor, hvilket resulterer i mange gode placeringer ved udenlandske stævner. 

Blandt andet vinder han i 2010 German Gold Cup og i 2012 Dortmund Open, begge kategori 2 stævner - vi skal helt tilbage til 2005 siden det lykkedes en dansker, at vinde et stævne bedre end kategori 3 (Brian Sørensen, British Open - kategori 1)

Vladimir Andersen udtages til landsholdet, her opnår han blandt andet en kvartfinale til VM og ikke mindst se sejr i doublerækken ved de Nordiske mesterskaber, dette i selskab med den tilbagevendte Frede Johansen

2006 var året hvor Danmark for første gang fik en plads til PDC World Championships. Pladsen blev givet til den bedste spiller gennem en række kvalifikationsstævner, arrangeret af et nyt tiltag i Danmark, nemlig DDL (Dansk Dart Liga). DDL er stiftet af blandt andet Jann Hoffmann – en af de store kæmper fra slutfirserne. Det første år blev, som mange af de efterfølgende, en kamp mellem Per Laursen og Vladimir Andersen, med Per Laursen som vinder fra 2006 til 2012

### Medlemskaber
1976 – World Darts Federation (WDF)
1994 – European Darts Council (EDC)
2006 – Danmarks Idrætsforbund (DIF)